# Paul Rohmer
Pour les articles homonymes, voir Rohmer.
Paul Rohmer, né le 1er novembre 1876 à Huttenheim et mort le 2 mars 1977 à Strasbourg, est un médecin alsacien considéré comme l'un des pères de la pédiatrie moderne française.

## Biographie
Fils d'Albert Rohmer (1846-1912) et de Marie-Elizabeth Metz (1850-1935) (agriculteurs), Paul Rohmer est né en 1876 dans une Alsace allemande. Il passa sa thèse de médecine à Strasbourg en 1901 puis exerça quelques années dans les villes de Marbourg et Cologne en Allemagne. Il milita très tôt pour que la pédiatrie intègre à la fois les progrès de la médecine et de la biologie, et une éducation pratique et sociale des mères. 
Bien que mobilisé entre 1914 et 1918 du côté allemand où il fut affecté à l'Hôpital militaire de Metz, ses sentiments pro-français lui firent refuser de signer le 4 octobre 1914 le Manifeste des 93 alors qu'on lui avait proposé. En 1918, à la suite de la victoire alliée, l'Alsace redevint française et Paul Rohmer fut nommé un an plus tard professeur titulaire de la nouvelle chaire de pédiatrie de la faculté de Médecine de Strasbourg.
Figure marquante de la pédiatrie française, il crée en 1920 l'Association Alsacienne et Lorraine de puériculture, la première du genre en France. Elle forme des puéricultrices qui partent ensuite à la rencontre des familles. Les résultats de cette politique sont spectaculaires et le modèle alsacien est à l'origine de la création, en 1945, de la Protection maternelle et infantile (PMI) dans toute la France.
Professeur de renommée internationale, Paul Rohmer fut également un pionnier dans certains combats médicaux, en particulier face à la poliomyélite, la tuberculose, le rachitisme, la vitamine C et la prématurité. Il dirigea la clinique infantile de Strasbourg jusqu'à sa retraite, en fit l'une des plus prestigieuses d'Europe et publia de nombreux ouvrages dont un célèbre manuel de pédiatrie "Traité de Pathologie Infantile" en 1946 avec Robert Debré (2 500 pages, 2 volumes) qui fit autorité pour toute une génération de pédiatres. Parmi ses patients, on peut retrouver les enfants du « comte de Paris », de Pierre Pflimlin, du roi des Belges ou encore ceux de Konrad Adenauer.
Sa mise en retraite, en 1947 à 70 ans, ne l'empêcha pas de poursuivre pendant encore 30 ans ses recherches et ses travaux notamment en matière de protection de l'enfance et des adolescents.
On trouve aujourd'hui une rue du nom de "Pr. Paul Rohmer" à Strasbourg.
Paul Rohmer s'est marié en février 1904 avec Marie Louise Kieffer (1880-1962) et eut trois enfants : Laurent en 1904, Anne-Marie en 1906 et Marie-Thérèse en 1908. Cette dernière ne vécut malheureusement que quelques semaines et décéda des suites d'une infection, ce qui contribua par la suite à renforcer la ténacité qu'avait Paul Rohmer à combattre la prématurité et la mortalité périnatale. Il est par ailleurs l'oncle d'Albert Rohmer (1913-2006).

## Décorations principales
- Officier de la Légion d'honneur
- Commandeur de l'Ordre national du Mérite
- Officier des Palmes académiques
- Chevalier de l'Ordre de Léopold (Belgique - version civile)
- Commandeur de l'Ordre de la Couronne (Belgique)
- Nombreuses autres distinctions françaises et étrangères

## Publications
- Über Knochenbildung in verkalkten endocarditischen und endarteriitischen Herden, Springer Berlin, Heidelberg, 1901 (OCLC 315977178)
- Traité de Pathologie infantile, par Paul Rohmer et Robert Debré, 1946, 2500 pages, Volume I et II

## Anecdotes
- Paul Rohmer fut, à sa naissance le 1er novembre 1876, un enfant prématuré, il ne pesait que 1 500 grammes.
- À l'occasion de son centenaire s'est tenue, le 1er novembre 1976, devant une salle comble et en sa présence au grand auditorium de la faculté de médecine de Strasbourg une cérémonie à laquelle sont venus de nombreux collaborateurs européens (dont Robert Debré, 94 ans) et diverses personnalités de l'ensemble du bassin rhénan et de Yougoslavie pour lui rendre un hommage collectif et officiel.